# Joseph Karl Stieler
Joseph Karl Stieler (1. listopadu 1781 Mohuč – 9. dubna 1858 Mnichov) byl německý portrétní malíř, dvorní malíř bavorských králů od roku 1820 do roku 1855. Mezi jeho nejvýznamnější díla patří světově proslulá „galerie krásek“ krále Ludvíka I. a portréty dalších vysoce postavených členů vládnoucích domů v Evropě i intelektuální a tvůrčí „šlechty“ typu lidí jako Goethe, Schiller, Beethoven a Alexander von Humboldt.
Stielerovo dílo zahrnuje více než 500 portrétů, které se vyznačují vysokou technickou zdatností a zřetelnou idealizační tendencí. Jeho styl se vyvinul na základě barokní miniatury, získal svůj zvláštní charakter pod vlivem klasicismu francouzské školy a nakonec jeho pozdní práce zahrnuly rané prvky realismu.

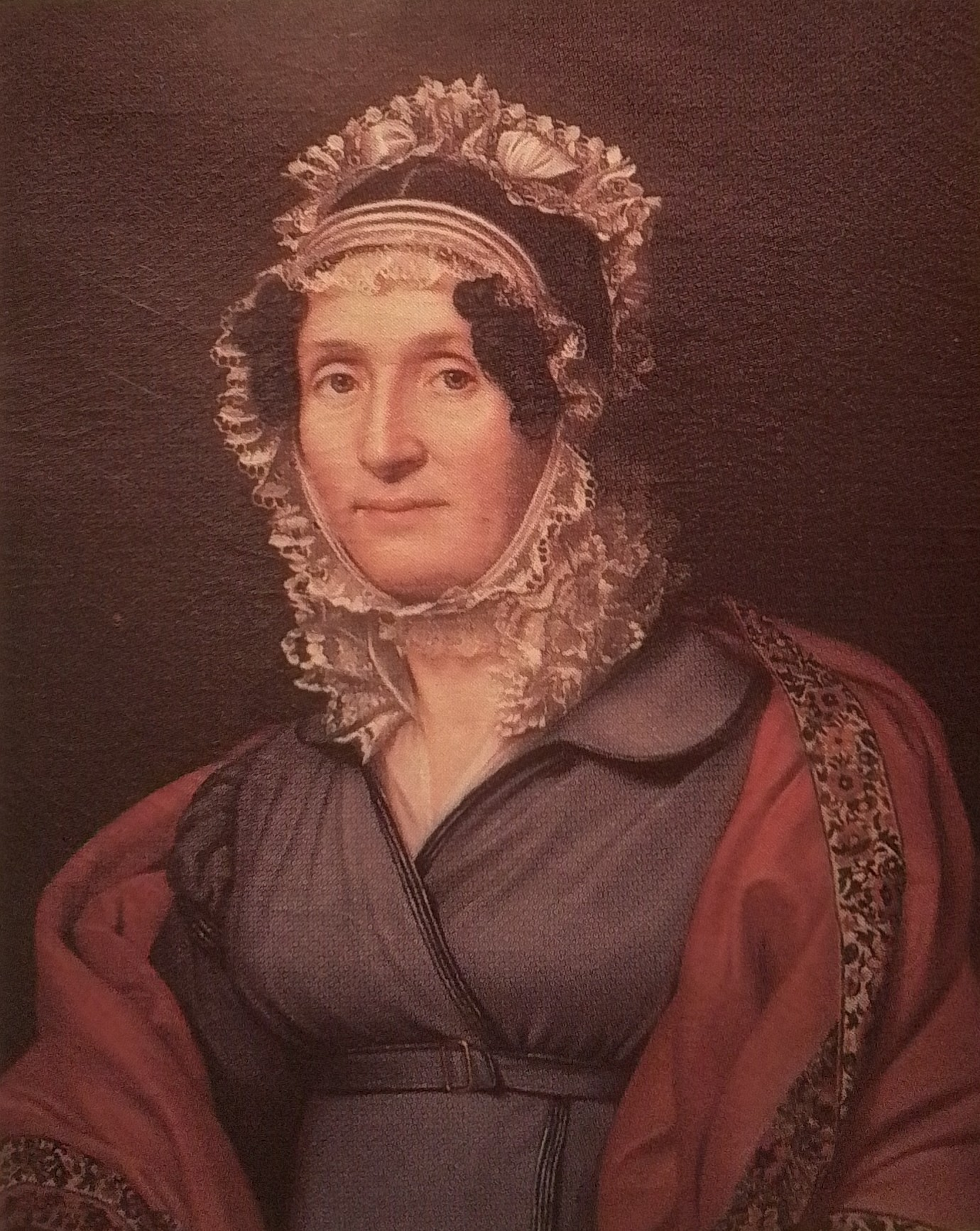
Laetitia Ramolino, 1811
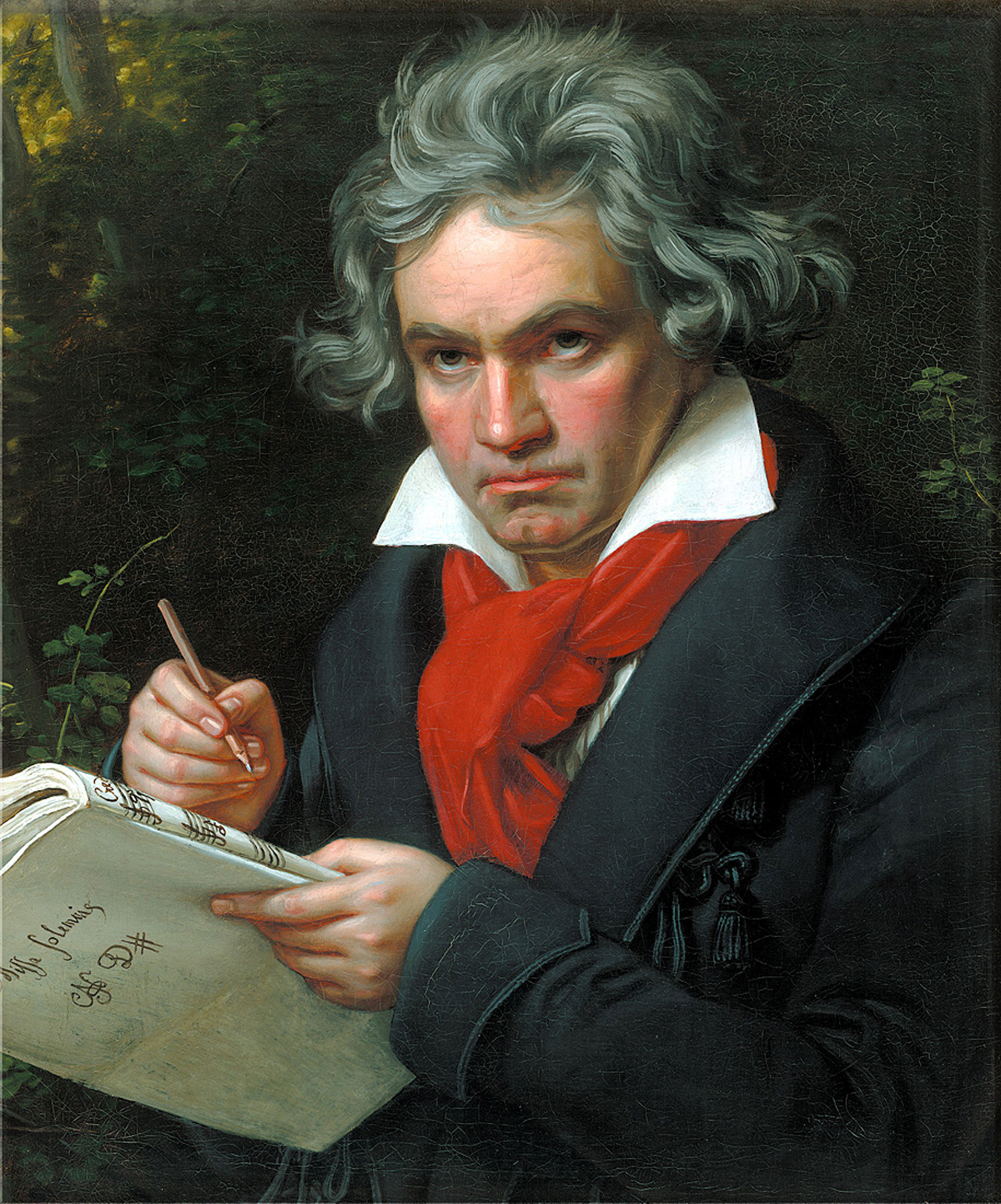
Ludwig van Beethoven, 1820
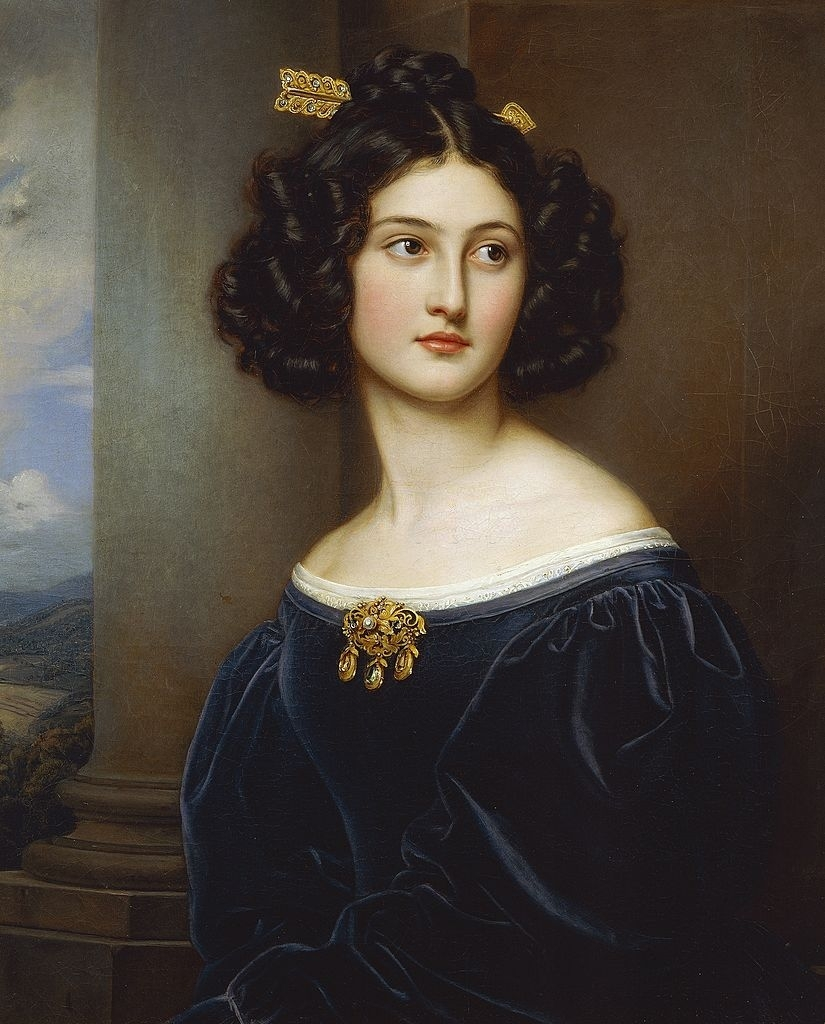
Nanette Kaullaová, 1829
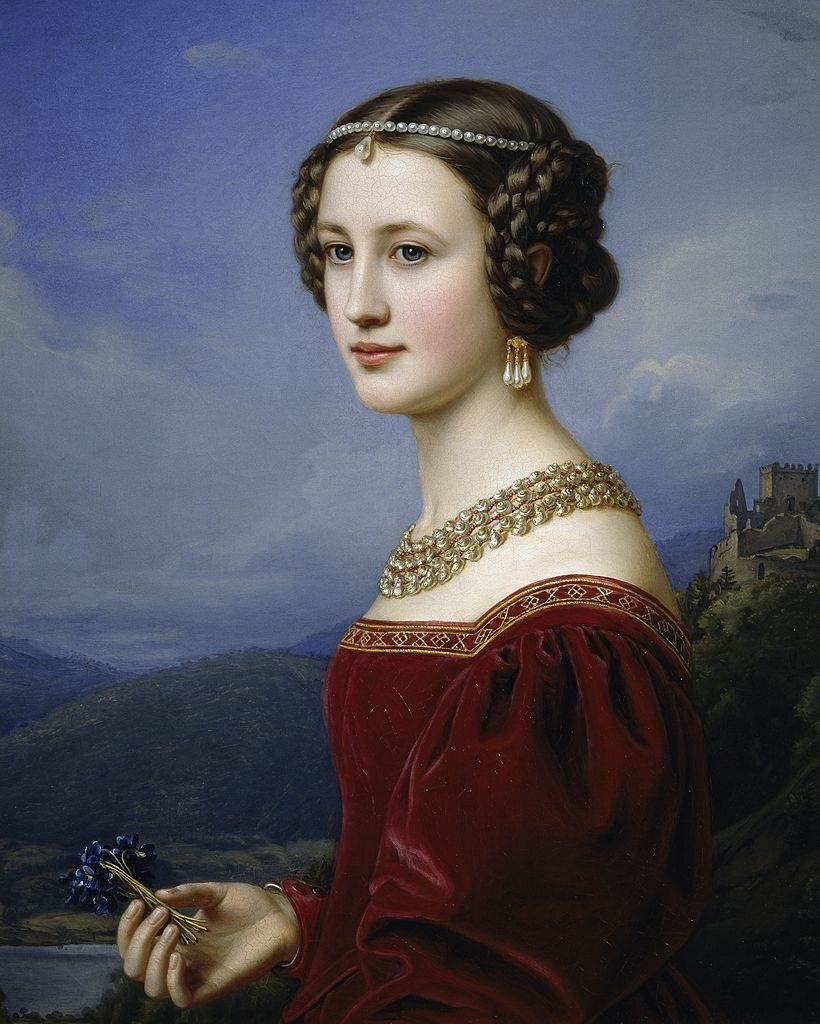
Cornelia Vetterleinová, 1828
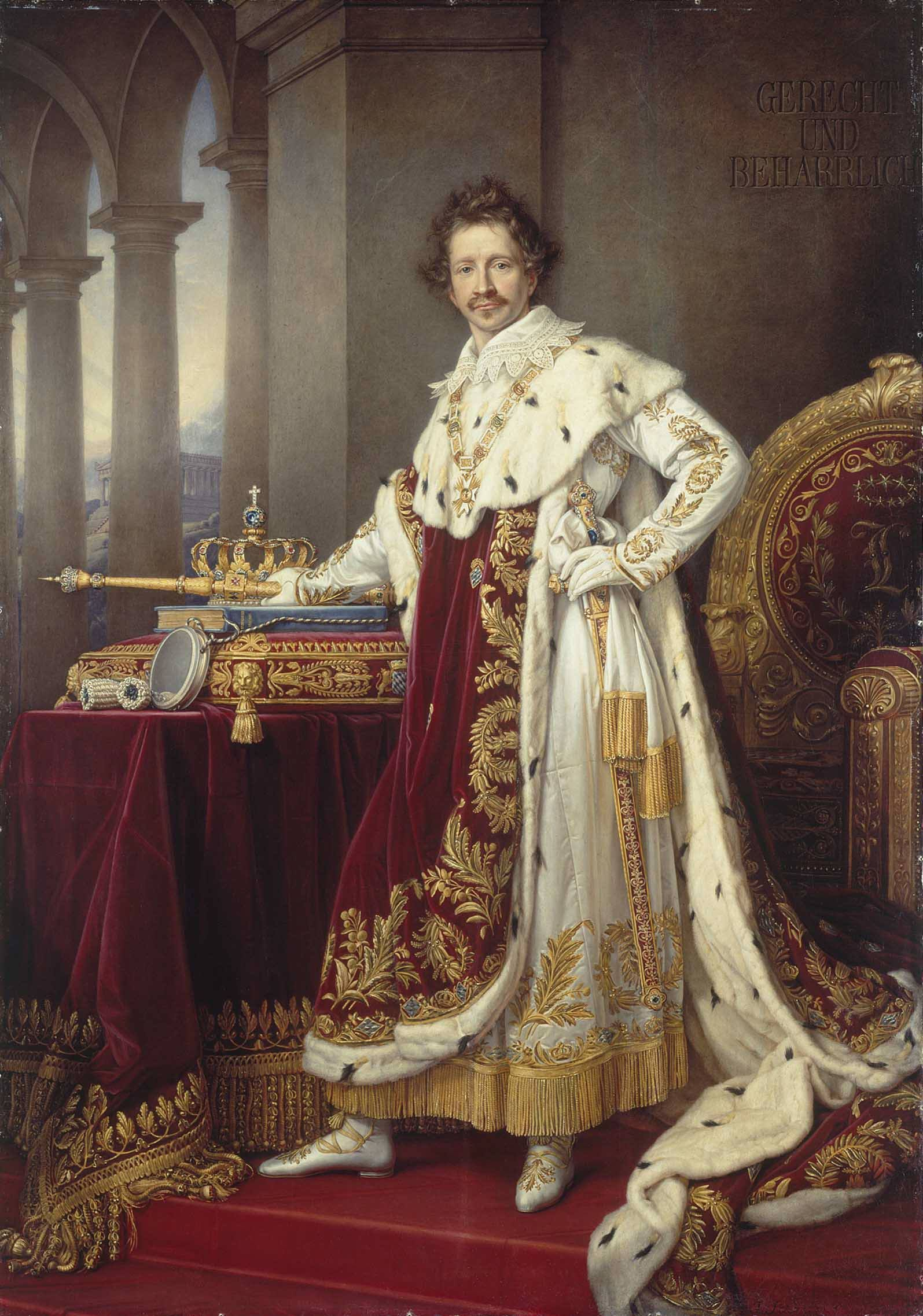
Ludvík II. Bavorský v korunovačním oděvu, 1826
Helene Sedlmayrová
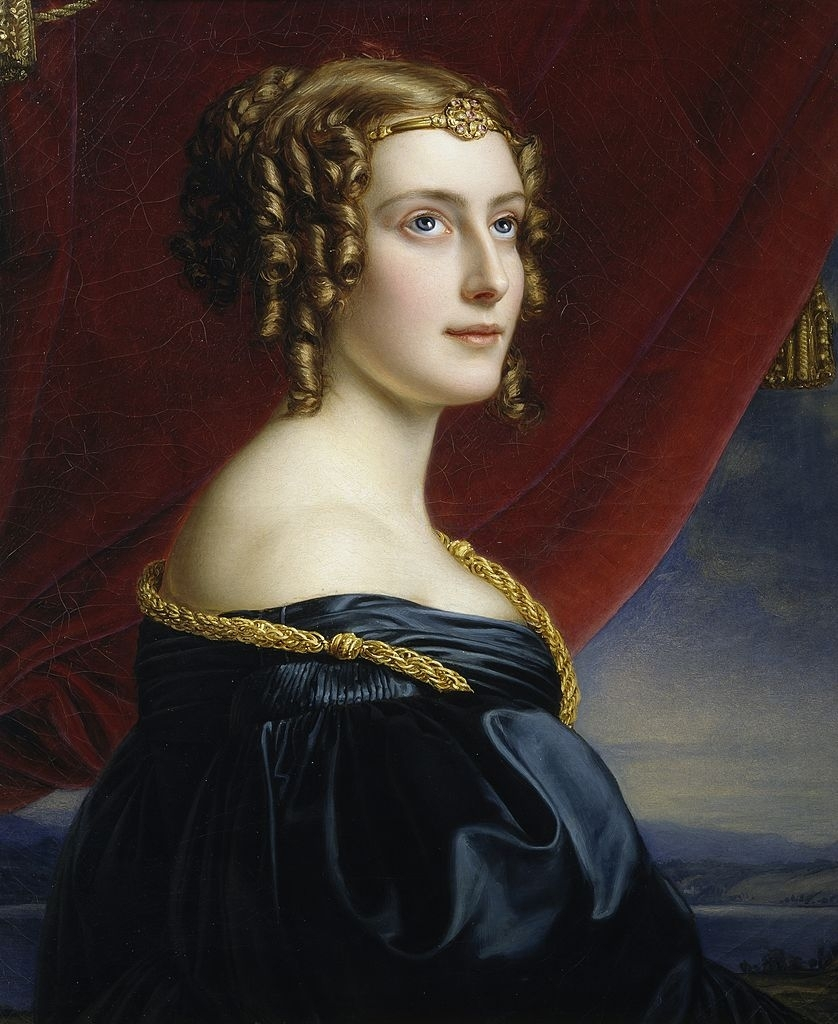
Lady Jane Elizabeth Digbyová
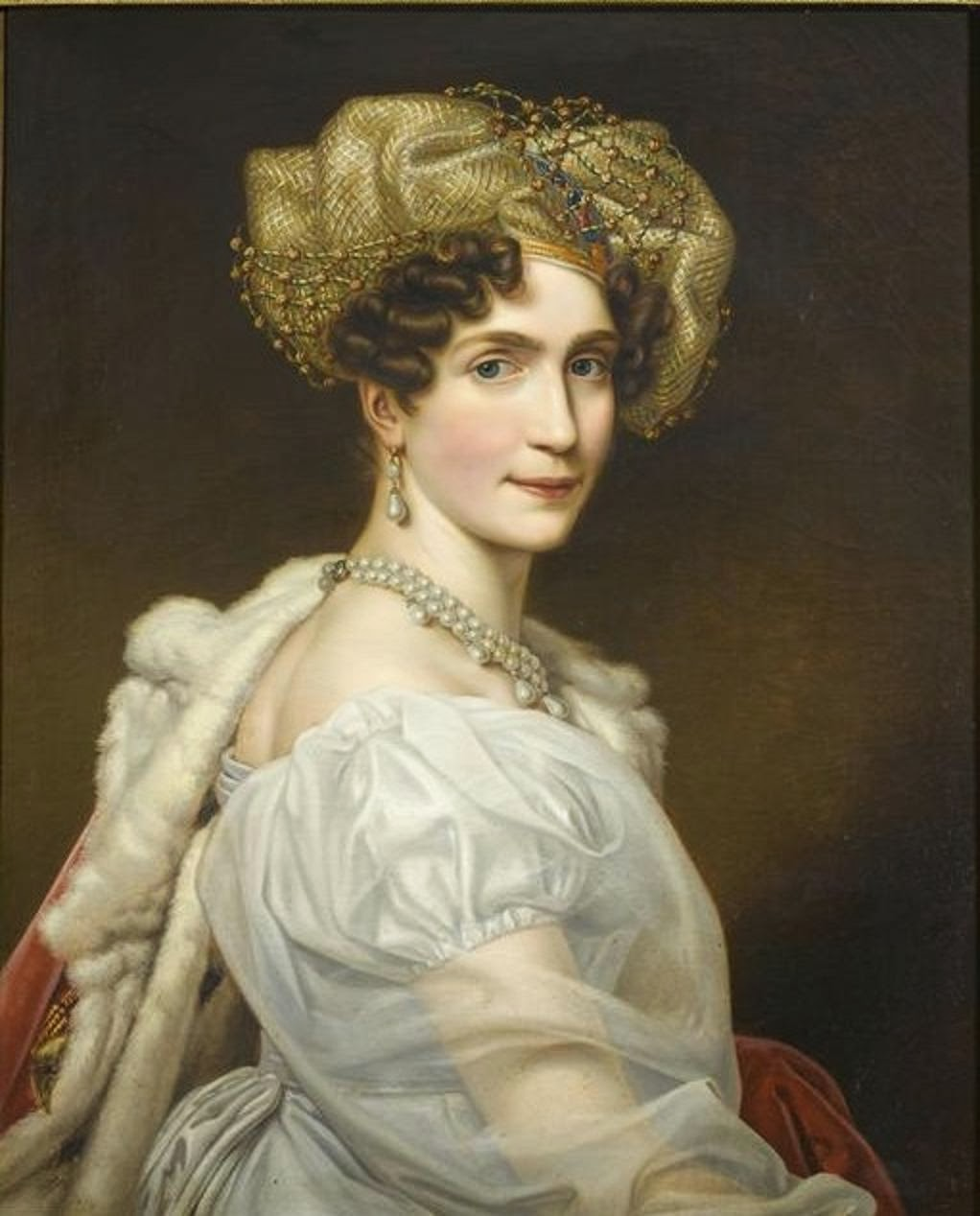
Princezna Augusta Bavorská
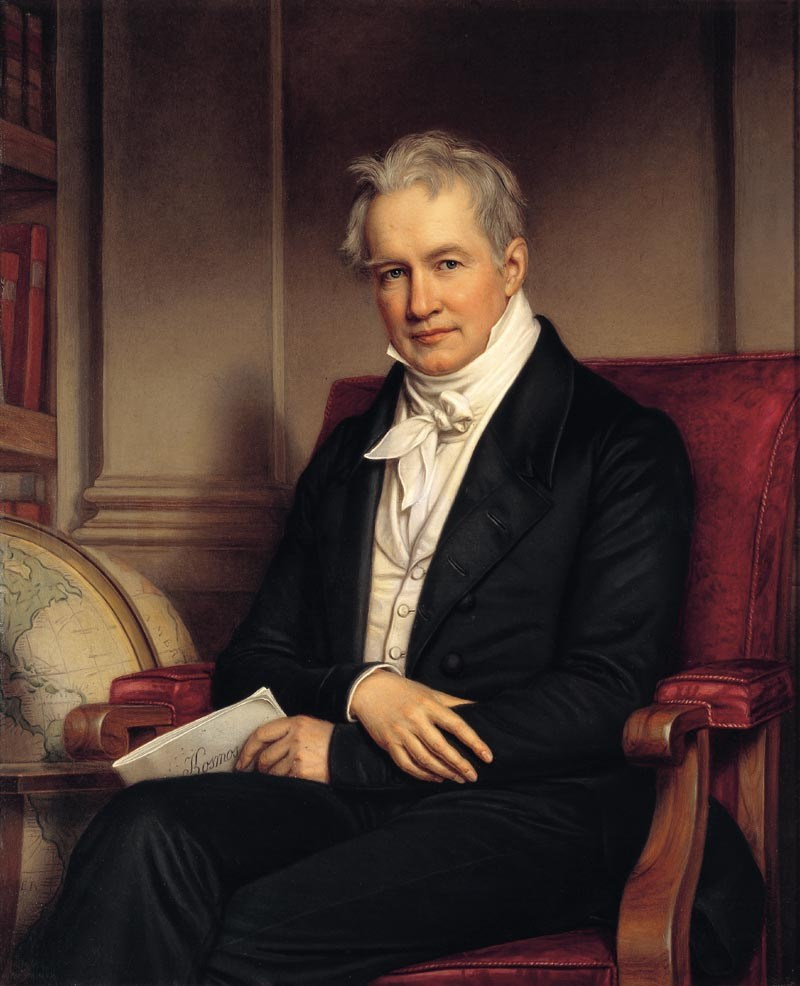
Alexander von Humboldt, 1843
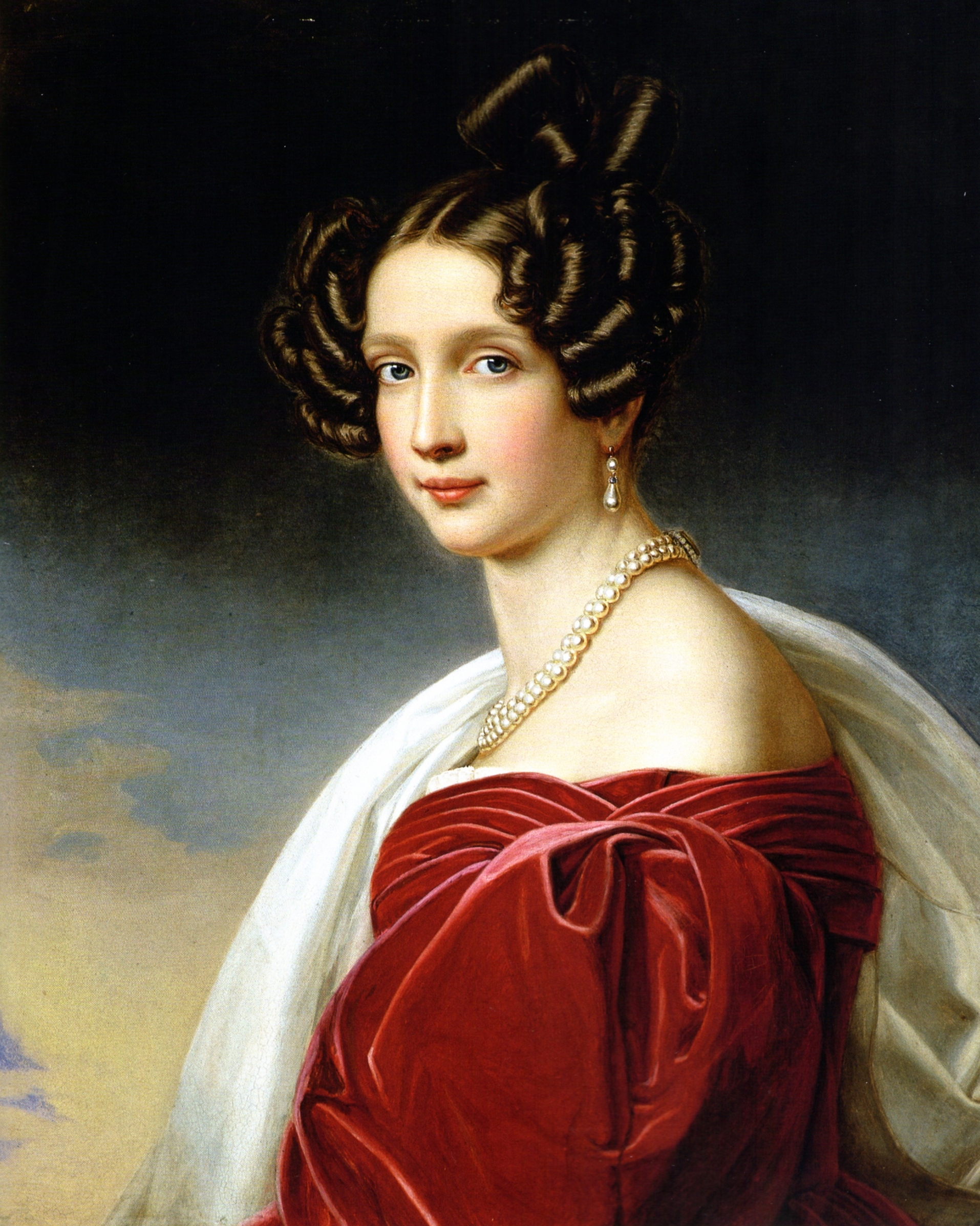
Sophie Rakouská, 1832
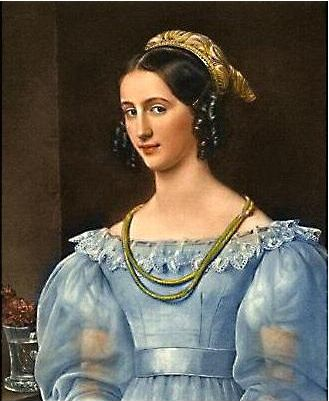
Regina Daxenbergerová, 1829
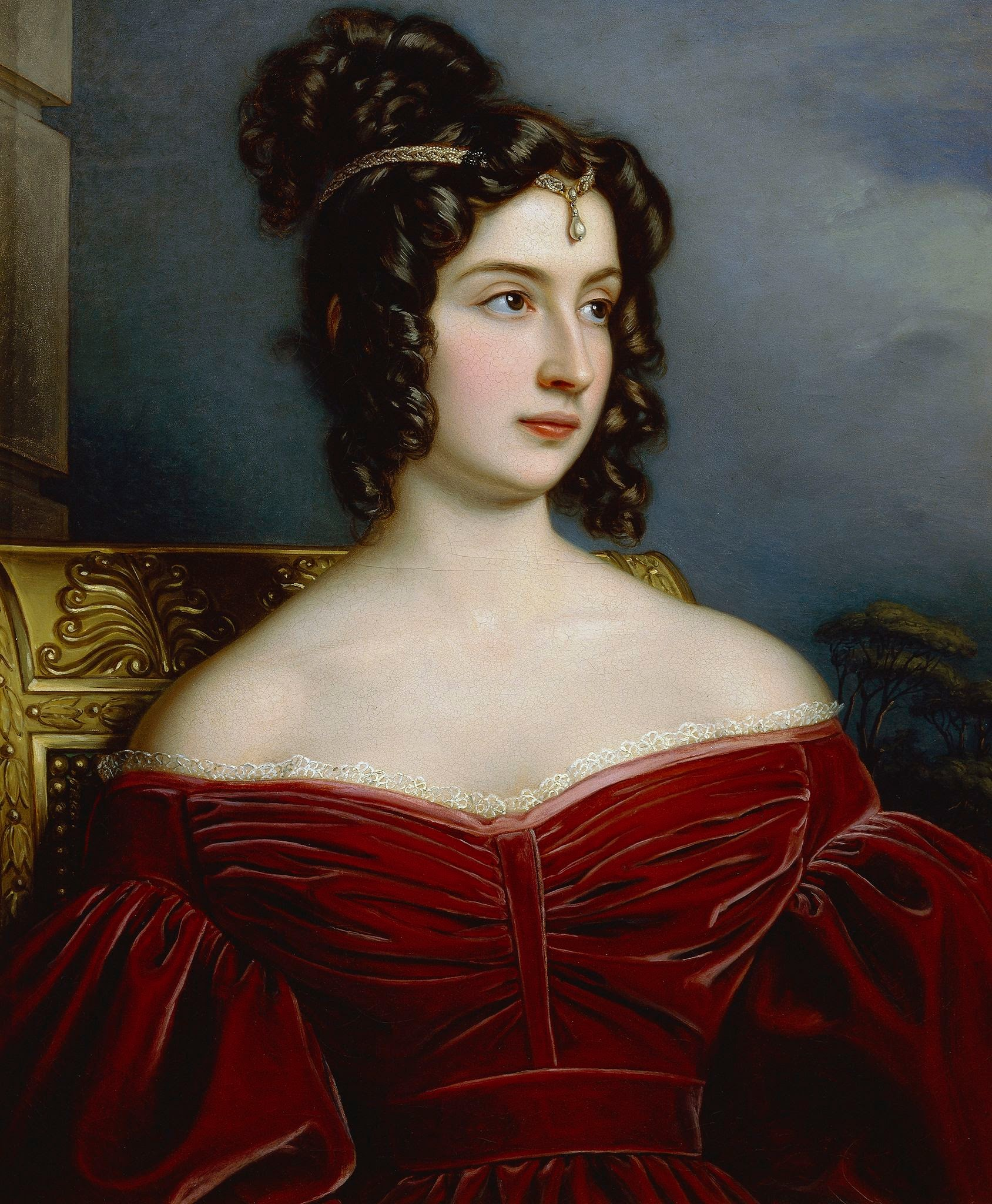
Marianna Florenziová, 1831
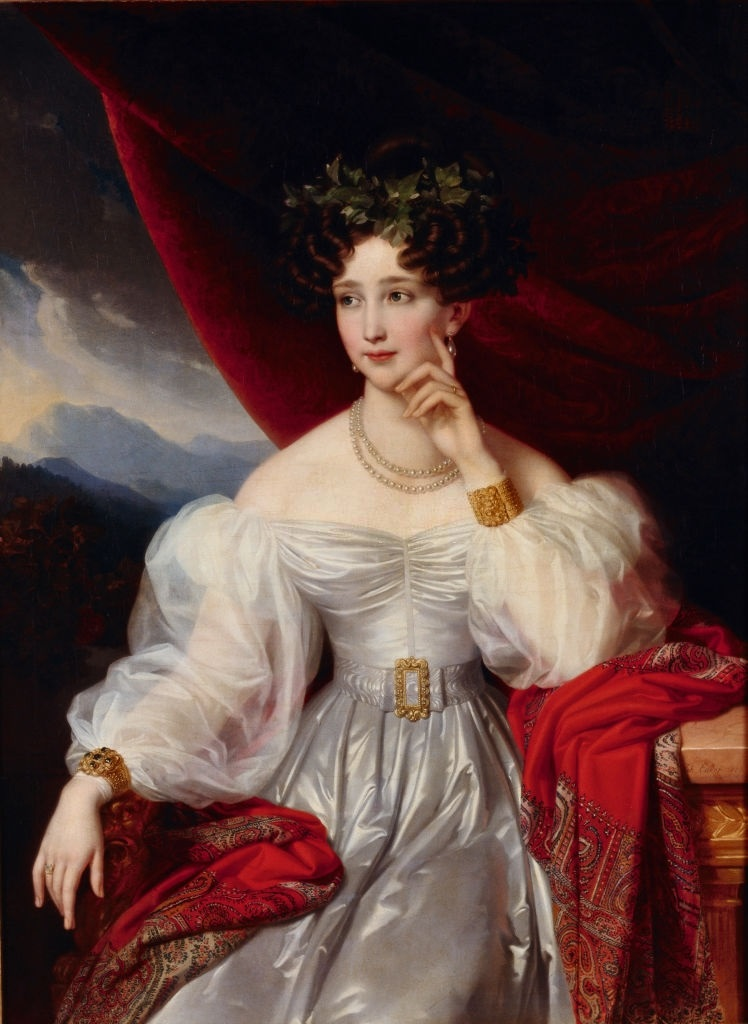
Princezna Sophie Bavorská, 1830
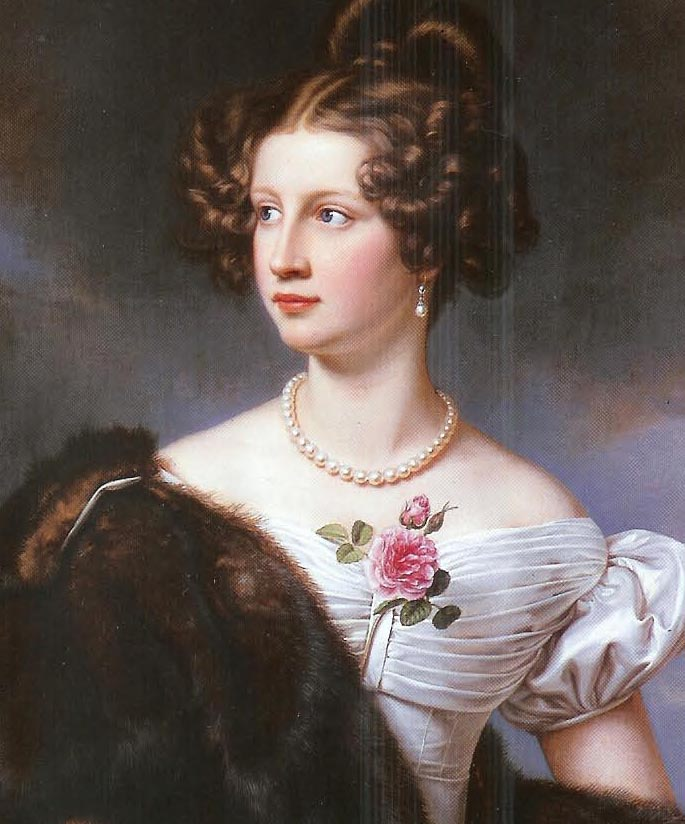
Amalie Adlerbergová, 1827
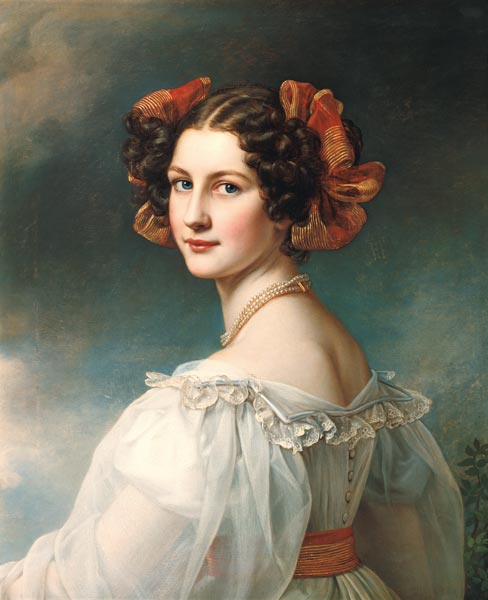
Auguste Stroblová, 1827
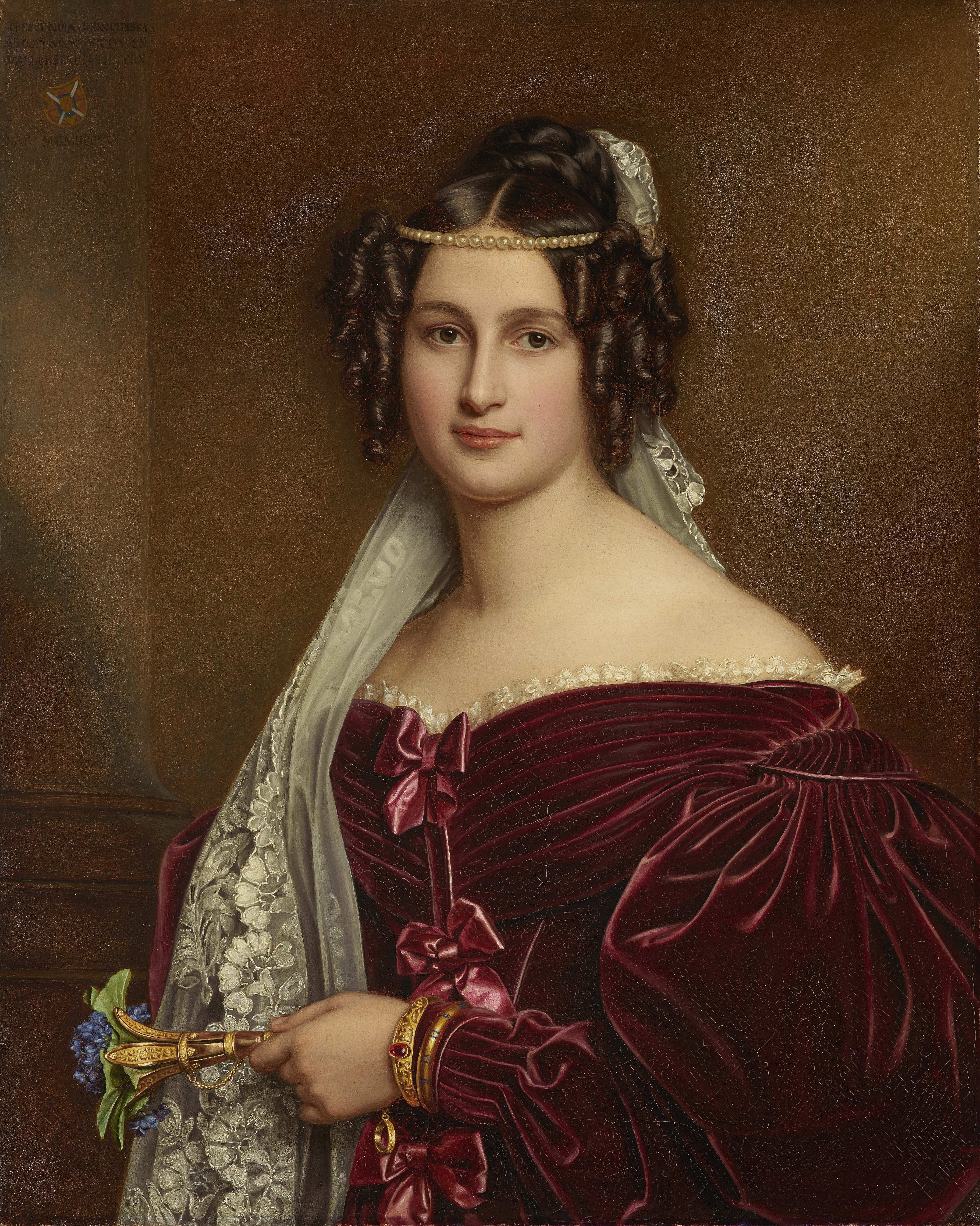
Crescentia Bourginová, 1833